# 벙부시
벙부(중국어 간체자: 蚌埠, 정체자: 蜯埠, 병음: Bèngbù)는 안후이성 북쪽에 위치한 지급시이다.

## 지리
화이허 유역에 위치하며 난징에서 북서쪽으로 135km 떨어진 곳에 위치한다. 벙부는 화이허 남쪽 기슭의 대 벙부와 북쪽 기슭의 소 벙부로 나뉜다.

## 기후
| 벙부시의 기후                                                 | 벙부시의 기후 | 벙부시의 기후 | 벙부시의 기후 | 벙부시의 기후 | 벙부시의 기후 | 벙부시의 기후 | 벙부시의 기후 | 벙부시의 기후 | 벙부시의 기후 | 벙부시의 기후 | 벙부시의 기후 | 벙부시의 기후 | 벙부시의 기후 |
| 월                                                            | 1월           | 2월           | 3월           | 4월           | 5월           | 6월           | 7월           | 8월           | 9월           | 10월          | 11월          | 12월          | 연간          |
| ------------------------------------------------------------- | ------------- | ------------- | ------------- | ------------- | ------------- | ------------- | ------------- | ------------- | ------------- | ------------- | ------------- | ------------- | ------------- |
| 역대 최고 기온 °C (°F)                                        | 21.3 (70.3)   | 25.7 (78.3)   | 30.9 (87.6)   | 35.2 (95.4)   | 37.6 (99.7)   | 40.7 (105.3)  | 40.3 (104.5)  | 41.3 (106.3)  | 38.5 (101.3)  | 34.4 (93.9)   | 29.8 (85.6)   | 22.6 (72.7)   | 41.3 (106.3)  |
| 일평균 최고 기온 °C (°F)                                      | 6.7 (44.1)    | 9.8 (49.6)    | 15.1 (59.2)   | 21.8 (71.2)   | 27.0 (80.6)   | 30.4 (86.7)   | 32.2 (90.0)   | 31.3 (88.3)   | 27.6 (81.7)   | 22.6 (72.7)   | 15.8 (60.4)   | 9.1 (48.4)    | 20.8 (69.4)   |
| 일일 평균 기온 °C (°F)                                        | 2.1 (35.8)    | 4.9 (40.8)    | 9.9 (49.8)    | 16.3 (61.3)   | 21.7 (71.1)   | 25.6 (78.1)   | 28.1 (82.6)   | 27.2 (81.0)   | 22.9 (73.2)   | 17.4 (63.3)   | 10.6 (51.1)   | 4.3 (39.7)    | 15.9 (60.7)   |
| 일평균 최저 기온 °C (°F)                                      | −1.3 (29.7)   | 1.1 (34.0)    | 5.5 (41.9)    | 11.4 (52.5)   | 16.9 (62.4)   | 21.5 (70.7)   | 24.9 (76.8)   | 24.1 (75.4)   | 19.3 (66.7)   | 13.2 (55.8)   | 6.6 (43.9)    | 0.6 (33.1)    | 12.0 (53.6)   |
| 역대 최저 기온 °C (°F)                                        | −19.3 (−2.7)  | −19.4 (−2.9)  | −9.4 (15.1)   | −1.4 (29.5)   | 3.7 (38.7)    | 12.0 (53.6)   | 16.8 (62.2)   | 15.0 (59.0)   | 8.7 (47.7)    | −0.5 (31.1)   | −7.1 (19.2)   | −13.3 (8.1)   | −19.4 (−2.9)  |
| 평균 강수량 mm (인치)                                         | 32.2 (1.27)   | 36.8 (1.45)   | 56.3 (2.22)   | 54.9 (2.16)   | 81.3 (3.20)   | 160.2 (6.31)  | 204.5 (8.05)  | 155.5 (6.12)  | 85.8 (3.38)   | 49.6 (1.95)   | 42.8 (1.69)   | 25.3 (1.00)   | 985.2 (38.8)  |
| 평균 강수일수 (≥ 0.1 mm)                                      | 6.6           | 7.8           | 8.2           | 7.9           | 8.7           | 9.2           | 12.8          | 12.1          | 8.0           | 6.9           | 7.3           | 6.1           | 101.6         |
| 평균 강설일수                                                 | 4.1           | 2.7           | 1.2           | 0             | 0             | 0             | 0             | 0             | 0             | 0             | 0.6           | 1.5           | 10.1          |
| 평균 상대 습도 (%)                                            | 72            | 71            | 68            | 67            | 68            | 71            | 79            | 81            | 76            | 71            | 71            | 71            | 72            |
| 평균 월간 일조시간                                            | 133.2         | 136.4         | 173.6         | 200.6         | 206.7         | 184.9         | 200.4         | 193.3         | 174.0         | 172.6         | 153.0         | 140.2         | 2,068.9       |
| 가능 일조율                                                   | 42            | 44            | 47            | 51            | 48            | 43            | 46            | 47            | 47            | 50            | 49            | 45            | 47            |
| 출처: 중국기상국 (평년값: 1991년~2020년, 극값: 1971년~2010년) |               |               |               |               |               |               |               |               |               |               |               |               |               |

## 역사
벙부는 항상 안후이 성의 수륙 교통의 중심축 역할을 해왔다. 벙부라는 이름은 "말조개 부두"라는 뜻으로 이곳이 예전에 민물조개 어장의 중심지로써 유명했음을 말해준다.

## 경제
벙부는 현재 안후이에서 식품 도시로 유명하다. 식품 관련 산업이 도시 전체 생산의 44%를 차지한다. 도시의 다른 산업으로는 공학 작업, 방직, 유리 제조, 화학, 전자 산업이 있다.

## 행정 구역

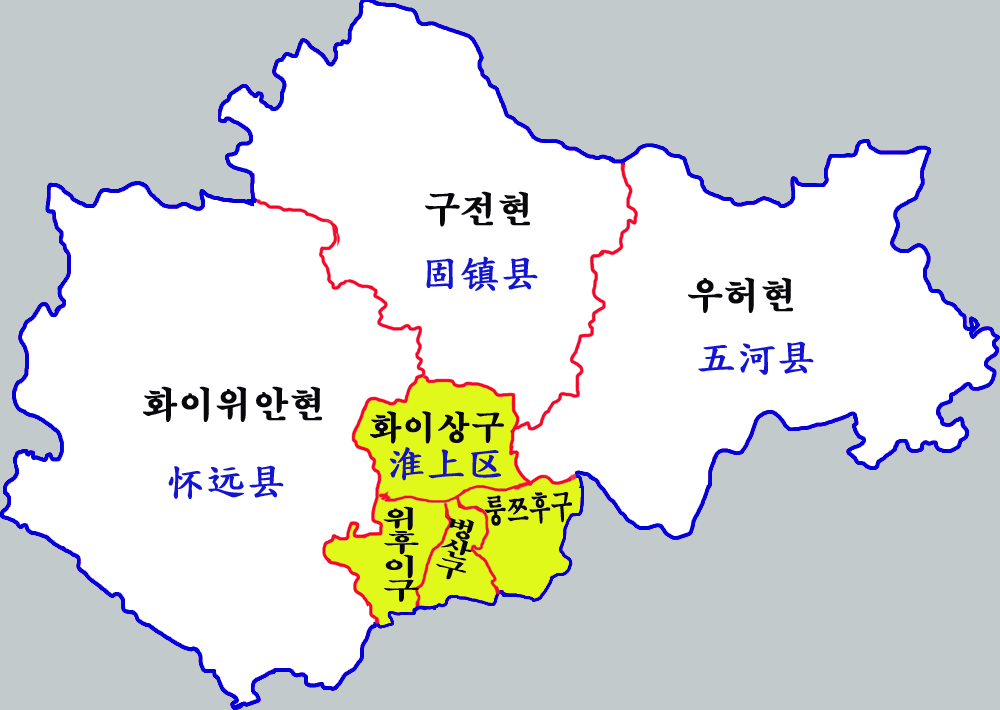
벙부시 현급행정구역도

4개의 시할구와 3개의 현을 관할한다.
시할구
- 룽쯔후 구(龙子湖区)
- 벙산 구(蚌山区)
- 위후이 구(禹会区)
- 화이상 구(淮上区)

현
- 화이위안 현(怀远县)
- 우허 현(五河县)
- 구전 현(固镇县)

## 하천
- 화이촨(淮川)
- 룽후(龍湖)
- 장궁산 호(張公山湖)

## 명소·명물
화고희(花鼓戱)、탕화묘(湯和墓)、명황릉(明皇陵)、중도성(中都城)、룡흥사(龍興寺)、백석산 삼림공원(白石山森林公園)，우왕궁(禹王宮)、백유천(白乳泉)、변화동(卞和洞)

### 다리
- 京滬大橋(경호 대교)
- 京滬二橋(경호 이교)
- 京滬新橋(경호 신교)
- 京福大橋(경복 대교)
- 朝陽大橋(조양 대교)
- 解放大橋(해방 대교)
- 荊塗大橋(형도 대교)
- 龍湖大橋(룡호 대교)
- 臨淮關大橋(림회관 대교)

## 교통
- 京滬高速鐵道(경호 고속철도)-蚌埠南驛(방부 남역)
- 蚌埠驛(방부 역)
  - 京滬線(경호 선)、水蚌線(수방 선)
- 高速道路(고속도로)-京福高速車道(경복 고속차도)、滬洛高速車道(호락 고속차도)

## 교육
- （蚌埠(방부)）安徽財經大學(안휘 재경대학)
- （蚌埠(방부)）安徽電子信息技術學院(안휘 전자신식기술학원)
- （蚌埠(방부)）安徽科技師範學院(안휘 과기사범학원)
- （蚌埠(방부)）蚌埠醫學院(방부 의학원)
- （蚌埠(방부)）蚌埠學院(방부학원)
- （蚌埠(방부)）中國人民解放軍陸軍裝甲兵學院(중국인민해방군장갑병학원)
- （蚌埠(방부)）中國人民解放軍蚌埠汽車士官學校(중국인민해방군자동차사관학교)
- （蚌埠(방부)）中國人民解放軍空軍航空大學(중국인민해방군공군항공대학)
- （蚌埠(방부)）中國人民解放軍海軍蚌埠士官學校(중국인민해방군방부사관학교)

## 우호도시
- 일본 오사카부 셋쓰시 - 1984년 우호도시 제휴.

## 출신자
- 대우